# 普通型高級中等学校
普通型高級中等学校（普通型高級中等學校、ふつうがたこうきゅうちゅうとうがっこう）は、台湾の高級中等学校の一種。略称は普通高中（ふつうこうちゅう）。日本における普通科の高等学校に相当する。大学進学を主な目的とする。
主な科目は、国語（中国語）、英語、数学、歴史、地理、公民教育、物理学、化学、生物学、地球科学など。副科目として、音楽、芸術、生命科学と技術、家庭経済学、コンピューター、軍事訓練（台湾はかつて徴兵制があり、今も18歳の男子に軍事訓練の義務がある）、健康と看護、体育、キャリアプランニングなどがある。
台湾の高中のほとんどは普通科のみを設置し、職業科目を持つ技術型高級中等学校（日本の実業高等学校に相当）は一部である。普通科では高中2年生でグループ分けが行われ、学生は主要科目を強化し、進学する大学の学部の方向性を決定するのに役立てる。グループは通常、第一類組（一類）・第二類組（二類）・第三類組（三類）に分けられる。一類は文系に特化し、大学の文・法・商・政治などの社会科学系学部を進学対象とする。二類は理工系学部を対象とし、より数学や理科に特化した科目を学ぶ。三類は、二類に生物系の科目が追加され、大学の医学部、農学部、生物学部を主な志望先とする。どのグループも中国語、英語、数学は必修科目で、数学は2年次に数学A・数学Bに分かれる。